# Mogiła ks. Przybyłowskiego
Mogiła z powstania 1863 r. ks. Franciszka Przybyłowskiego – zabytkowa mogiła założona w drugiej połowie XIX wieku, znajdująca się w Opatowie, usytuowana jest przy skrzyżowaniu ulic Legionów i Tadeusza Kościuszki, na stokach Wzgórza Kolegiackiego. Na mogile znajduje się duży kamienny krzyż wzniesiony w 1930 roku przez księdza Piórę. Na ogrodzeniu znajduje się symbol z pik i kos na sztorc.